# Kraftklub
Kraftklub (читается крафтклуб) — музыкальная группа из города Хемниц, состоящая из пяти участников. Музыкальный стиль объединяет в себе инди-рок, панк-рок, а также рэп.

## История

### Основание группы и первая популярность (2010—2011)
Впервые рэпер Bernd Bass (Felix Brummer — Феликс Бруммер (настоящая фамилия Kummer -Куммер) выступил совместно с рок-группой Neon Blocks на фестивале Splash-Festival в 2009 году. В конце этого же года они объединились в группу Kraftklub. Первый мини-альбом Adonis Maximus был представлен 13 февраля 2010 года на вечеринке Record-Release-Party в городе Хемниц в клубе Atomino, совладельцем которого был отец Феликса. В сентябре 2010 Kraftklub стал обладателем музыкальной премии New Music Award, которая присуждается входящими в ARD радиостанциями. Это привлекло к группе внимание крупных звукозаписывающих компаний. В конце января 2011 года был подписан контракт с Universal Domestic Rock/Vertigo. На концертах группа предваряла выступления таких известных исполнителей как: Beatsteaks, Fettes Brot, Casper, Die Ärzte и Rammstein. Первый сингл под названием Zu Jung, выпущенный компанией Universal, был представлен 5 августа 2011 года.

### Успех альбома «Mit K» (2011—2013)
Kraftklub представлял Саксонию на фестивале Bundesvision Song Contest 2011 и выступил 29 сентября 2011 года с песней «Ich will nicht nach Berlin», получив 89 баллов и заняв пятое место. Выпущенный на следующий день сингл занял в Media-Control-Charts 45-е место. Дебютный альбом «Mit K» вышел 20 января 2012 года и неожиданно поднялся в Media-Control-Charts сразу до первого места. Несмотря на то, что следующий сингл Songs für Liam был официально представлен лишь в апреле 2012, уже 23 марта 2012 он занял 40-е место в немецких чартах благодаря успешным продажам в интернете.
6 апреля 2012 года K.I.Z. и Kraftklub выступили с необъявленным концертом на крыше торгово-делового центра Terminal 3 в городе Хемниц в рамках съемок документального сериала Durch die Nacht mit… по заказу телекомпании ARTE. О выступлении было объявлено в социальных сетях лишь за несколько часов, но из-за большого наплыва публики полиции пришлось перекрывать в Хемнице улицу Брюкенштрассе (Brückenstraße).
Ко Дню музыкального магазина в 2012 году Kraftklub представили новую версию песни Songs für Liam совместно с Casper в виде винилового сингла ограниченным тиражом 700 штук.
Первый концерт за пределами Европы был дан в рамках тура «Con K» 19 сентября 2012 года в городе Богота в Колумбии.
Песня Eure Mädchen была использована в качестве саундтрэка для компьютерной игры FIFA 13. Это единственная немецкая композиция в игре.
Песню Kraftklub «Ganz schön okay» Casper разместил в своём альбоме Hinterland.

### Альбом In Schwarz (2014)
20 мая 2014 на YouTube появился видеоклип Hand in Hand (версия с исполнением песни Тиллем Бруммером) якобы новой группы под названием «In Schwarz». Видео было загружено лейблом звукозаписи Audiolith Records. 2 июня 2014 года In Schwarz пришли на телешоу Circus HalliGalli и раскрыли себя как Kraftklub. Первый сингл под названием Hand in Hand официально был представлен 22 июня 2014 года. 7 августа 2014 года на радиостанции MDR Sputnik Kraftklub представили второй сингл Unsere Fans.
Альбом «In Schwarz» вышел 12 сентября 2014 года и так же как и его предшественник поднялся до первого места в хит-парадах в Германии.
Keine Nacht für Niemand (2017)
Вышедший 16 марта 2017 года сингл Dein Lied стал анонсом нового альбома под названием Keine Nacht für Niemand. Он был официально представлен 2 июня 2017 года. Название было подобрано созвучно альбому Keine Macht für Niemand группы Ton Steine Scherben.

## Участники группы
- Феликс Бруммер (Felix Brummer) — рэп, вокал
- Карл Шуман (Karl Schumann) — гитара, вокал
- Штефен Исраэль (Steffen Israel) — гитара
- Тилль Бруммер (Till Brummer) — басс
- Макс Маршк (Max Marschk) — ударные

## Дискография

### Альбомы
- 2012 — Mit K
- 2014 — In Schwarz
- 2015 — Randale
- 2017 — Keine Nacht für Niemand
- 2022 — Kargo

### Мини-альбомы
- 2010 — Adonis Maximus
- 2012 — Live im Astra Berlin
- 2012 — Songs für Liam

### Синглы
- 2011 — Zu jung
- 2011 — Ich will nicht nach Berlin
- 2011 — Eure Mädchen
- 2012 — Songs für Liam
- 2012 — Kein Liebeslied
- 2012 — Mein Leben
- 2014 — Hand in Hand
- 2014 — Unsere Fans
- 2014 — Wie ich
- 2014 — Schüsse in die Luft
- 2015 — Blau
- 2015 — Alles wegen Dir
- 2017 — Dein Lied
- 2017 — Fenster
- 2017 — Sklave
- 2017 — Chemie Chemie Ya
- 2017 — Am Ende
- 2018 — Liebe zu Dritt
- 2022 — Ein Song reicht
- 2022 — Wittenberg ist nicht Paris
- 2022 — Fahr mit mir (4×4)
- 2022 — Teil dieser Band
- 2022 — Blaues Licht